# Shin Kong Life Tower
Shin Kong Life Tower (chiń. 新光人壽保險摩天大樓; pinyin Xīnguāng Rénshòu Bǎoxiǎn Mótiān Dàlóu) – wieżowiec znajdujący się w Tajpej na Tajwanie. Był najwyższym wieżowcem kraju w latach 1993–1997. Przewyższył Grand Tower 50 w 1993 roku, sam został przewyższony w roku 1997 przez Tuntex Sky Tower w Kaohsiung. Do czasu ukończenia Taipei 101 był najwyższy w stolicy. Ma 51 kondygnacji nadziemnych i kilka podziemnych. Wykorzystywany jest jako biurowiec, budynek handlowy i punkt obserwacyjny. Zbudowany jest głównie ze stali.
12 pierwszych pięter nad powierzchnią gruntu i 2 podziemne zajmuje wielki dom towarowy - Shin Kong Mitsukoshi. Na 46. piętrze znajduje się taras widokowy, na 44. restauracja. Pozostałą część budynku zajmują biura Shin Kong Life Insurance Co.